# Darayya District
Darayya District (arabiska: منطقة داريا) är ett distrikt i Syrien.   Det ligger i provinsen Rif Dimashq, i den sydvästra delen av landet, 9 kilometer väster om huvudstaden Damaskus.
Runt Darayya District är det i huvudsak tätbebyggt. Runt Darayya District är det ganska tätbefolkat, med 75 invånare per kvadratkilometer.